# Amulett

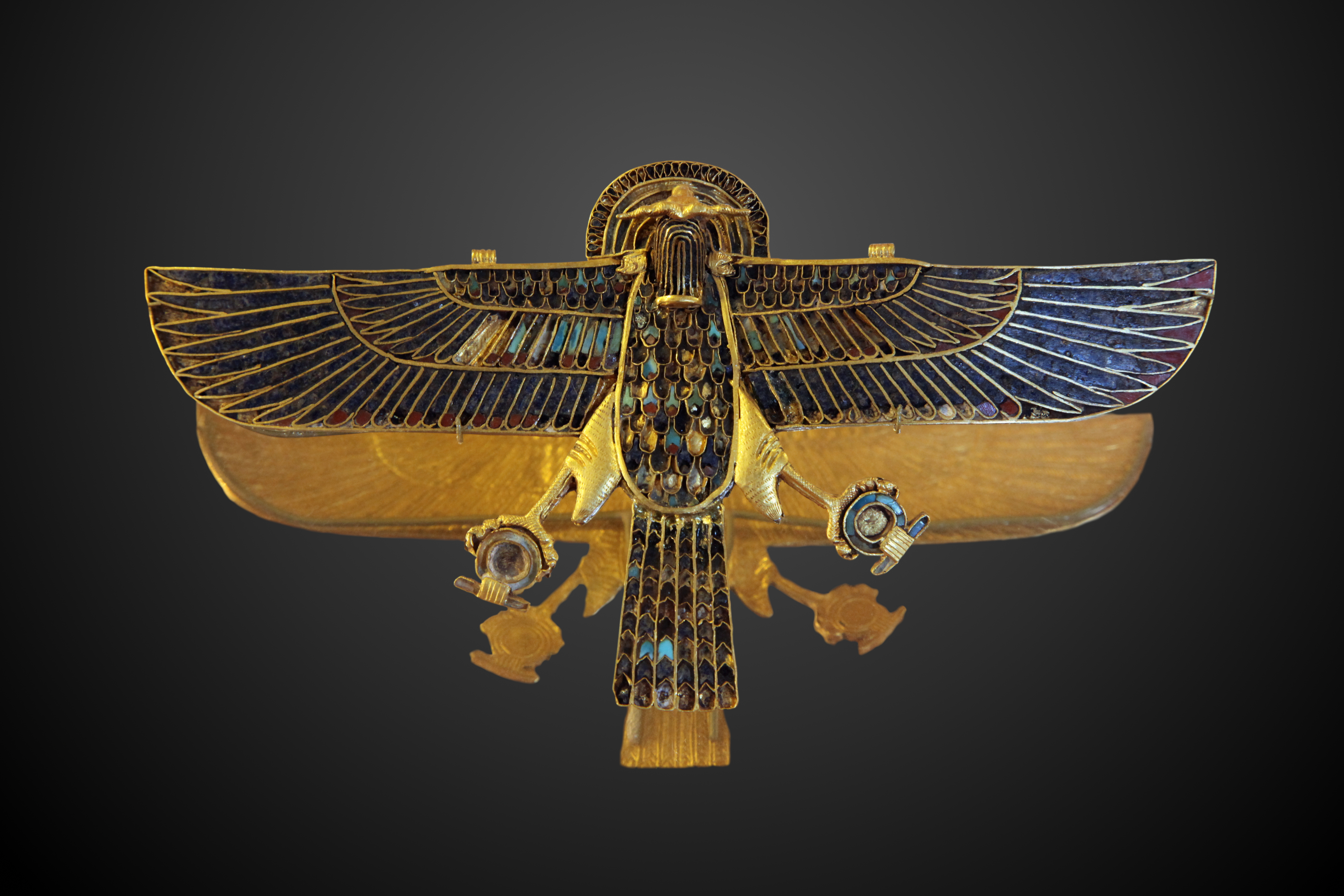
Kiterjesztett szárnyú sólymot ábrázoló ókori egyiptomi amulett

Az amulett (régiesen: amulet, amulét) neve arab eredetű: hamalet, azaz függő, csüngő. Mondják még káméának is, amely olyan eszközt jelent, amely egyes nézetek szerint megvédi viselőjét valamilyen bajtól.

## Története
Eredete az őskorba nyúlik vissza. 
Az amulett jellemzően valamilyen apró tárgy: üreges vagy tömör fém, kő, gyöngy, fonál stb., de amulett tetszőleges tárgyból készíthető, (a mai korban) lehet akár egy közlekedési balesetből származó törmelék is. 
Az ametiszt például a görög részegségtől óvó kifejezésből ered, az ókori görögök e célból hordták.
Az amulettet a nyakban, fülben, karon vagy ujjon hordják. Használatukra már a sumeroknál (nyakláncokon hordható érmecskék), az ókori egyiptomiaknál is találunk példát – ők a szkarabeuszt, a szent bogarat tekintették amulettnek - valamint a hébereknél (fülbe való karikák és függők). Kháldok, görögök, rómaiak is viselték, világszerte tőlük vették át a keresztények és a muzulmánok is. [forrás?]
Az amulettek sokszor tartalmaznak okkult szimbólumokat, feliratokat.
A manapság divatból hordott fülbevalók, gyűrűk, karperecek eredete ide vezethető vissza, bár ennek ma már sokan nincsenek tudatában.